# SN 2001J
SN 2001J – supernowa typu II odkryta 15 stycznia 2001 roku w galaktyce UGC 4729. W momencie odkrycia miała maksymalną jasność 17,50m.